# Condado de Jefferson (Flórida)
O condado de Jefferson (em inglês:  Jefferson County) é um dos 67 condados do estado americano da Flórida. A sede e única localidade incorporada do condado é Monticello. Foi fundado em 20 de janeiro de 1827.

## Geografia
De acordo com o United States Census Bureau, o condado possui uma área de 1 649 km², dos quais 1 549 km² estão cobertos por terra e 100 km² por água.

## Demografia
Segundo o censo nacional de 2010, o condado possui uma população de 14 761 habitantes e uma densidade populacional de 9 hab/km². Possui 6 632 residências, que resulta em uma densidade de 4 residências/km².